# 聖地亞哥薩卡特佩克斯

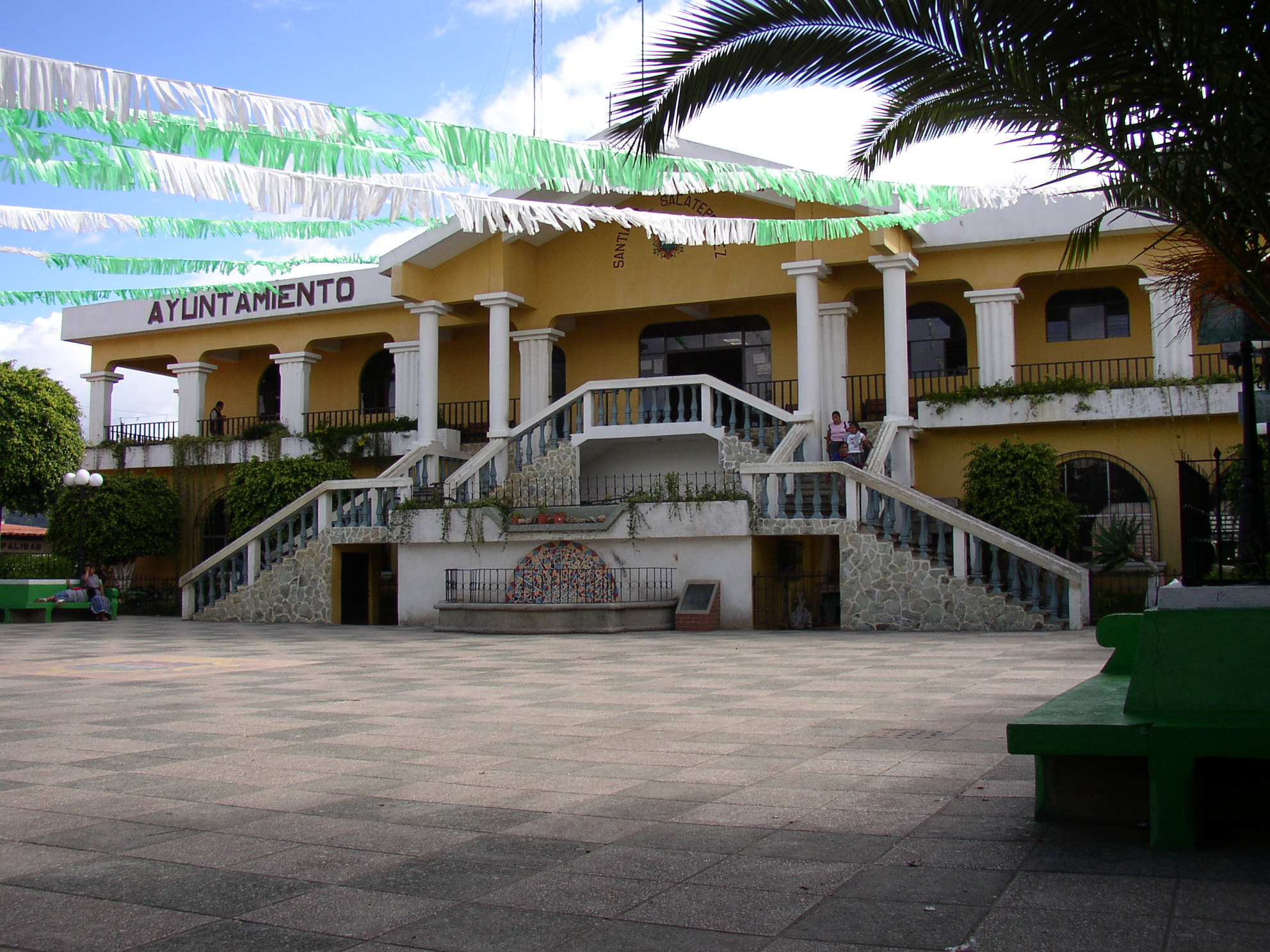

聖地亞哥薩卡特佩克斯（西班牙語：Santiago Sacatepéquez）是危地馬拉的城鎮，由薩卡特佩克斯省負責管轄，位於該國南部，距離首府安地瓜19公里，面積15平方公里，海拔高度2,040米，2010年人口28,167。
14°38′N 90°41′W / 14.633°N 90.683°W